# Estadio Eva Perón
Das Estadio Eva Perón ist ein Fußballstadion in der argentinischen Stadt Junín. Es bietet Platz für 22.000 Zuschauer und dient dem Verein CA Sarmiento als Heimstätte.

## Geschichte

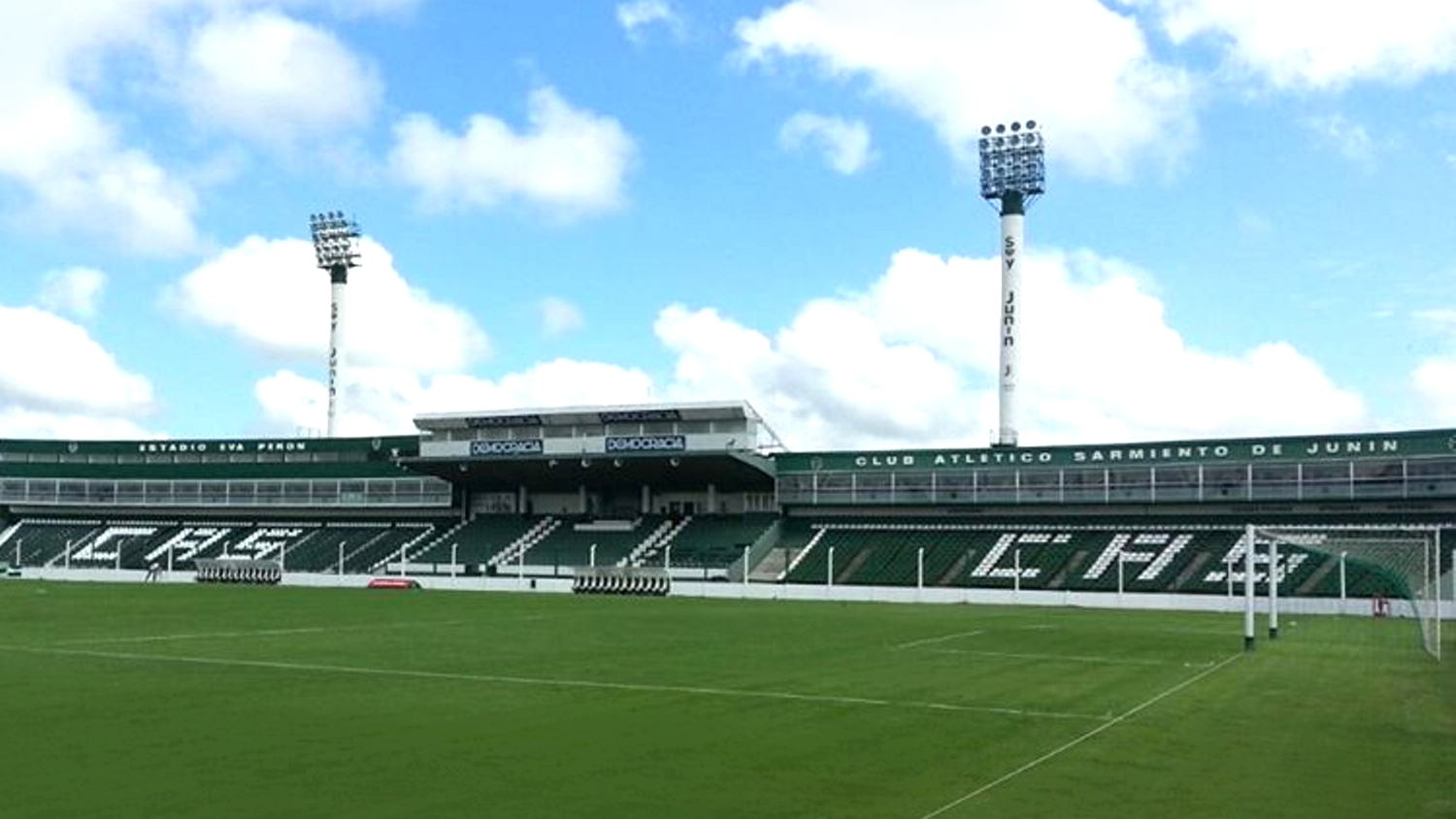
Blick ins Stadion

Das Estadio Eva Perón in Junín, einer Stadt mit heutzutage ungefähr 89.000 Einwohnern, gelegen in der Provinz Buenos Aires im zentralen Argentinien, wurde am 9. Juli 1951 eröffnet. Zur Eröffnung wurde ein Turnier ausgetragen, bei dem der zukünftige Nutzerverein CA Sarmiento auf CA Vélez Sársfield traf und wenig später River Plate und der damals amtierende argentinische Meister Racing Club gegeneinander spielten. Seit 1951 wird das Estadio Eva Perón vom Fußballverein CA Sarmiento als Austragungsort für Heimspiele genutzt. Der 1911 gegründete Verein spielte in seiner Historie einige Spielzeiten in Argentiniens höchster Fußballliga, der Primera División. So spielte man von 1981 bis 1982 erstklassig und seit dem Wiederaufstieg wieder ab 2015. Somit ist das Estadio Eva Perón gegenwärtig auch ein Erstligastadion in Argentinien. Dabei ist zu bemerken, dass Sarmiento erst 1952 für den Ligabetrieb zugelassen wurde, da zuvor ein Stadion fehlte. Nach dem Bau des Estadio Eva Perón war dieses Hindernis beseitigt und der Verein durfte an Ligawettbewerben teilnehmen. Neben Sarmiento nutzte auch der Verein Liga Deportiva del Oeste, ein kleiner Amateurklub aus Junín, das Estadio Eva Perón in der Vergangenheit einige Zeit lang für Heimspiele.
Das Estadio Eva Perón weist heute eine Kapazität von 22.000 Zuschauerplätzen auf. Das Spielfeld ist mit einer Fläche von 100 × 67 vergleichsweise klein. Benannt ist die Sportstätte nach Eva Perón. Die Gattin des argentinischen Präsidenten Juan Perón wurde in einem kleinen Dorf in der Nähe von Junín geboren und wuchs am Rande der Stadt auf. Noch zu ihren Lebzeiten wurde das neu eröffnete Stadion in Junín nach Eva Perón benannt. Sie starb jedoch nur etwas mehr als ein Jahr nach der Eröffnung mit 33 Jahren an den Folgen einer Krebserkrankung.